# Sabef (Beamter)
Sabef ist der altägyptische Name eines hohen Beamten, der während der Regierungszeit des Königs (Pharao) Qaa in der 1. Dynastie lebte.

## Belege
Sabef wurde durch seine reich verzierte und beschriftete Grabstele bekannt, die sich heute im ägyptischen Museum in Kairo befindet (JE 34416). Sie ist rechteckig und weist ein großes, ebenfalls rechteckiges Fenster mit Gravuren auf. Sie ist etwa 82 cm hoch und 37,5 cm breit. Die Inschrift zählt die Amtstitel des Sabef auf und präsentiert zum ersten Mal das vollständige Porträt einer Privatperson im Priesterornat. Sabef wird schreitend gezeigt, in der rechten, ausgestreckten Hand hält er einen langen Stab. Seine linke Hand hält ein Sechem-Zepter. Entdeckt wurde die Stele um 1890 vom französischen Archäologen Émile Amélineau.

## Amtszeit
Sabef bekleidete mehrere hohe Ämter, er war unter anderem Leiter der Speisehalle und des Weinkellers des Gutes „Aller Schutz ist hinter ihm“, Leiter des Roten Hauses des Gutes „Sitz des harpunierenden Horus“ und Freund des Königshauses.

## Grab
Sabef wurde nach seinem Tod in einem Nebengrab in der Nekropole des Königs Qaa (Tomb Q) in Abydos bestattet. Bis zum Beginn der 2. Dynastie war es altägyptische Tradition, dass ein Teil der Angehörigen des Königshauses dem Herrscher in den Tod folgen musste.